# Bretagne-de-Marsan
Bretagne-de-Marsan är en kommun i departementet Landes i regionen Nouvelle-Aquitaine i sydvästra Frankrike. Kommunen ligger i kantonen Mont-de-Marsan-Sud som tillhör arrondissementet Mont-de-Marsan. År 2022 hade Bretagne-de-Marsan 1 626 invånare.

## Befolkningsutveckling
Antalet invånare i kommunen Bretagne-de-Marsan
Referens:INSEE